# Coahuayutla de Guerrero
Coahuayutla de Guerrero (del náhuatl: cuáhuitl, ayotli, tla ‘árbol, calabaza, desinencia abundancial’‘donde abundan las plantas de calabaza’) Y los hombres de ley. Es una población mexicana del estado de Guerrero, ubicada en la región de Costa Grande. Es cabecera del municipio de Coahuayutla de José María Izazaga.

## Toponimia
El nombre de esta localidad es de origen náhuatl. Deriva de los vocablos cuáhuitl (árbol, planta), ayotli (calabaza), tla (desinencia abundancial), lo que puede traducirse como donde abundan las plantas de calabaza. El agregado "de Guerrero" se le designó en honor a Vicente Guerrero, insurgente de la independencia de México.

## Historia
Su relevancia a principios del siglo XIX radica en los eventos suscitados durante la guerra de Independencia de México, al ser centro de operación del insurgente José María Morelos y que éste al crear la provincia de Técpan en 1811, Coahuayutla pasó a formar parte de ella. Ya durante la etapa de resistencia de la guerra, en 1818, Vicente Guerrero instaló una comandancia del ejército insurgente en la localidad. Cuando se consumó la independencia, Coahuayutla se integró a Capitanía General del sur creada por Agustín de Iturbide y tres años después, al instaurarse la república federalista, se incluyó dentro de la jurisdicción del Ayuntamiento de Zacatula, en el partido de Técpan del distrito de Acapulco que pertenecía originalmente al Estado de México. A partir de 1849, año en que se erige el estado de Guerrero, la población de Coahuayutla quedó incluida dentro del municipio de La Unión y es hasta el 20 de diciembre de 1868 que se crea el municipio de Coahuayutla. El 28 de mayo de 1885, por medio del decreto n.º 18, se le adhiere el apellido de Guerrero a la localidad en honor a Vicente Guerrero.
Al estallar la revolución en 1910, se levantaron en armas los hermanos Héctor, Alfredo, Leonel y Homero López. Por su parte Eduardo Izazaga, seguidor de Madero, comandó a un grupo de 200 pronunciados del municipio. Luego de ser abandonada la población por la causa revolucionaria, el 4 de septiembre de 1913, Pablo Vargas toma la población.

## Demografía
Según los resultados que arrojó el II Conteo de Población y Vivienda efectuado por el Instituto Nacional de Estadística y Geografía (INEGI) en el año 2005, la población de Coahuayutla de Guerrero tenía hasta ese entonces una población total de 1.373 habitantes, dividiéndose ésta cifra por sexo, 663 eran hombres y 710 eran mujeres.

## Personas destacadas
- José María Izazaga (1790-¿?), hacendado e insurgente de la independencia de México.
- Héctor F. López Mena (1880-1957), revolucionario y Gobernador de Guerrero de 1925 a 1928.